# داريوس كوب
داريوس كوب (بالإنجليزية: Darius Cobb)‏ هو رسام أمريكي، ولد في 6 أغسطس 1834 في مالدن في الولايات المتحدة، وتوفي في 23 أبريل 1919 في نيوتن في الولايات المتحدة.